# 航空機製造事業法
航空機製造事業法（こうくうきせいぞうじぎょうほう、昭和27年7月16日法律第237号）は、航空機および航空機用機器の製造や修理の方法を規律することにより、その生産技術の向上を図ることを目的とする日本の法律。1952年7月16日公布。
経済産業省製造産業局航空機武器宇宙産業課が所管し、国土交通省航空局航空機安全課と連携して執行する。

## 概要
大日本帝國が大東亜戦争（太平洋戦争・第二次世界大戦で敗戦した後、GHQ統治の下では航空禁止令で航空機の製造が禁止されていたが、7年の空白期間を経て航空機の製造が再開された。
航空機の運航に関する件は運輸省航空局（JCAB。現・国土交通省）所管とされたが、航空機の製造は通商産業大臣（現:経済産業大臣）による承認制とされた。

## 構成
- 第1章 - 総則（第1条～第2条）
- 第2章 - 事業（第2条の2～第5条）
- 第3章 - 航空機（第6条～第10条）
- 第4章 - 航空機用機器（第11条～第14条）
- 第5章 - 航空工場検査官及び航空工場検査員（第15条～第16条）
- 第6章 - 雑則（第16条の2～第21条）
- 第7章 - 罰則（第21条の2～第26条）
- 附則

## 免許・資格
- 航空工場検査員